# Fest i hela huset
Fest i hela huset è un singolo del musicista svedese Basshunter, pubblicato nel 2011 e accreditato Basshunter vs. Big Brother. Il brano è presente nell'album Calling Time.

## Tracklist
- Download digitale

1. Fest i hela huset (Basshunter vs. BigBrother) – 2:50

## Classifiche
| Classifica (2011) | Posizione massima |
| ----------------- | ----------------- |
| Svezia            | 5                 |